# ZK
ZK este un framework open-source Ajax, scris în Java, care permite crearea de interfețe grafice bogate pentru aplicații Web fără JavaScript și cu foarte puține cunoștințe de programare. ZK oferă cel mai intuitiv model desktop de programare a aplicațiilor Web cu arhitecturi event-driven, component-based, și server-centric. În plus, ZK prevede tehnologii moderne de dezvoltare a interfețelor utilizator, precum limbaje de markup pentru a dezvolta interfețe utilizator fără programare, limbaje de scripting pentru a schimba aplicațiile rapid, adnotări și data-binding pentru a accesa baze de date și servicii Web, fără programare.

## Caracteristici
■ ZK este cel mai bine proiectat Ajax + Mobile framework pentru a maximiza eficiența funcționării întreprinderii și a minimiza costul de dezvoltare prin arhitectura Direct RIA.

■ ZK Mobile extinde raza de acțiune a aplicații de Internet la 1.8 miliarde de dispozitive mobile cu minimum de cost, suportând Java Mobile, Android și diverse browsere de mobile.

■ ZK stimulează productivitatea dezvoltatorilor prin programarea interfaței utilizator, a bazei de date și a resurselor întreprinderii direct. Prin programarea directă, dezvoltarea de aplicații Web este la fel de simplă și intuitivă ca și programarea aplicațiilor desktop.

■ ZK este o soluție compatibilă standardelor. În conformitate cu JSP, JSF, Portlet și Java EE, ZK poate fi integrat în mediile existente și în Java IDES.

■ Aplicațiile ZK pot fi construite cu Java pur, limbaje de marcare și / sau cu limbaje de scripting. Cu XUL / XHTML, proiectarea de interfețe utilizator bogate este la fel de simplă ca și crearea de pagini HTML.

## Cerinṭe de sistem
■ JRE 1.4 sau mai nouă

■ Un server Web care suportă Servlet 2.3 sau mai nou (ex. Tomcat 5.5 sau mai nou)

## ZUML
ZUML (ZK User Interface Markup Language) este un limbaj de marcare pentru definirea interfețelor grafice utilizator.

■  ZUML a fost dezvoltat pentru non-programatori pentru a proiecta interfețe eficient

■  ZUML permite dezvoltatorilor să îmbine diferite limbaje de marcare, precum Mozilla XUL și XHTML, în aceeași pagină.

■  ZUML permite dezvoltatorilor să introducǎ script-uri în limbajul Java pur (interpretat de BeanShell) și sǎ foloseascǎ expresii EL pentru a manipula componentele ṣi accesa datele.

■  ZUML este suportat de ZK.